# Klaus Thiele (Fußballspieler)
Klaus Thiele (* 25. Februar 1934; † 23. November 2019) war ein deutscher Fußballtorhüter. In der höchsten Spielklasse des DDR-Fußballs, der Oberliga, spielte er für die BSG Wismut Aue sowie formell zwischenzeitlich für den die 1. Auer Mannschaft repräsentierenden SC Wismut Karl-Marx-Stadt.

## Sportliche Laufbahn

### Gemeinschafts- und Clubstationen
Klaus Thiele begann seine sportliche Laufbahn 1946 im Alter von 12 Jahren bei der SG Aue in der Knabenmannschaft und wechselte 1951 vorübergehend zur SG Zschorlau. 1952 wurde der Sektionsleiter Willy Schmalfuß der BSG Wismut Aue auf ihn aufmerksam und holte ihn im November des gleichen Jahres zu Wismut Aue zurück. Dort war an den Torhütern Kurt Steinbach und Erhard Schmalfuß zunächst kein Vorbeikommen. Sein erstes Oberligaspiel bestritt Thiele erst am 19. September 1954 für die Auer, die ab November 1954 als SC Wismut Karl-Marx-Stadt antraten, beim 5:0-Heimsieg gegen die BSG Empor Lauter. Nach diesem Spiel setzte er sich in der Stammelf fest. Der talentierte Torhüter hatte eine große Karriere vor sich, die aber jäh unterbrochen wurde.
Am 20. Mai 1955 zog sich Klaus Thiele eine Kahnbeinfraktur zu. Er fehlte seiner Mannschaft somit unter anderem am 19. Juni 1955 im FDGB-Pokalfinale, das der SC Wismut in Leipzig mit 4:0 gegen den SC Empor Rostock gewann. Obwohl er Trainingsverbot hatte, konnte er es nicht erwarten, so schnell wie möglich wieder in die Mannschaft zu kommen. Er begann trotz ärztlicher Mahnungen heimlich wieder mit dem Training und stand auch bald wieder im Tor – so zum Beispiel in sieben Partien in der von Wismut Karl-Marx-Stadt gewonnenen Übergangsrunde 1955. Doch die Verletzung war noch nicht richtig ausgeheilt und es folgten weitere Operationen, die allerdings nicht zum erwünschten Erfolg führten. Als das Karriereende drohte, entschloss sich der ehemalige Mannschaftsarzt und damalige Hallenser Professor Dr. Rockstroh zu einer letzten Operation, die schlussendlich gelang. Zwischen Februar 1956 und Ende April 1957 konnte er so keine Spiele bestreiten.
Dann aber ging es für Klaus Thiele wieder aufwärts. Er glänzte fortan mit starken Leistungen. Während er beim ersten Meistertitel 1956 noch verletzt war, trug er mit 19 Einsätzen maßgeblich zum zweiten DDR-Meistertitel 1957 bei. Beim dritten Meistertitel für den SC Wismut Karl-Marx-Stadt in der Saison 1959 fehlte er bei keinem Spiel. Die folgenden Europacup-Spiele waren ein Höhepunkt in der Laufbahn von Klaus Thiele. In den Spielen 1957/58 gegen Gwardia Warschau, Ajax Amsterdam, 1958/59 gegen Petrolul Ploiești, IFK Göteborg und Young Boys Bern und 1960/61 gegen Rapid Wien stand er in 16-mal im Tor. In den anderen Begegnungen hielt Lothar Neupert.
Zwischen 1960 und 1962 war Klaus Thiele nicht mehr die uneingeschränkte Nummer eins im Tor der Erzgebirger, da er nach einer zunächst fehldiagnostizierten Mittelhandknochenverletzung lange ausfiel. 1962 konnte er mit der Zweitvertretung den DDR-Titel für Reserveteams gewinnen. Lothar Neupert und Manfred Hambeck waren in dieser Zeit seine Konkurrenten für den Platz zwischen den Pfosten in der Oberligaelf. Nach dem Rücktritt von Neupert und dem Weggang von Hambeck (zusammen mit Dieter Erler und Albrecht Müller zum SC Karl-Marx-Stadt) war dann Klaus Thiele bis zur Saison 1965/66 wieder der Stammtorhüter bei Wismut Aue. Aber 1966/67 wurde er dann von Manfred Fuchs endgültig auf der Position des Torwarts abgelöst.
Nach vielen Spielen in der Reservemannschaft stand Klaus Thiele noch einmal 34-jährig anfangs der Saison 1968/69 seinen Mann, als er in den Spielen gegen den FC Karl-Marx-Stadt und Chemie Leipzig den verletzten Manfred Fuchs ersetzen musste. Im Spiel gegen die Leutzscher hielt Thiele in der Schlussminute einen knallharten Handstrafstoß von Manfred Walter in toller Manier und sicherte Wismut Aue den 1:0-Heimsieg und die Tabellenführung nach dem 3. Spieltag.
In seiner letzten Oberligasaison 1969/70 bestritt er zwischen dem 11. und 13. Spieltag noch einmal drei Partien für die Wismut-Elf. Zwischen 1954 und 1968 absolvierte er insgesamt 219 Meisterschaftsspiele. Am 9. September 1970 wurde Klaus Thiele zusammen mit Lothar Killermann und Dieter Gerber vor dem Oberligaspiel gegen den FC Rot-Weiß Erfurt (4:0) feierlich verabschiedet.

### Auswahleinsätze
Durch seine Erfahrung und die starken Leistungen in den EC-Spielen machte Klaus Thiele auch den damals neuen DDR-Auswahltrainer Fritz Gödicke auf sich aufmerksam. So feierte Thiele am 1. Mai 1958 in Tirana gegen Albanien (1:1) sein Länderspieldebüt. An diesem Tag standen in der DDR-Mannschaft fünf Spieler vom SC Wismut Karl-Marx-Stadt. Außer Thiele noch Bringfried Müller, Siegfried Wolf, Manfred Kaiser und Willy Tröger. Mittelstürmer Tröger war es auch, der mit seinem Tor in der 88. Minute der DDR eine noch größere Blamage ersparte.
Das zweite Länderspiel kam für Thiele erst wieder am 28. Juni 1959 in Porto im EM-Qualifikationsspiel gegen Portugal (2:3). Sein bestes Länderspiel absolvierte Thiele beim Länderspiel unter Flutlicht gegen die Tschechoslowakei anlässlich des Turn- und Sportfestes, als er mit tollen Paraden der DDR-Mannschaft einen 2:1-Sieg sicherte. Das anschließende Spiel gegen Finnland (2:3) war dann auch sein letztes Länderspiel. An Torhüter Karl-Heinz Spickenagel vom ASK Vorwärts Berlin kam Thiele letztendlich nicht vorbei.
Im September 1959 bestritt er in der ostdeutschen Olympiaauswahl das erste Match (0:2 in Ost-Berlin) in der innerdeutschen Ausscheidung gegen die Bundesrepublik. Im Rückspiel in Düsseldorf, eine 1:2-Niederlage des DFV-Teams, stand sein langjähriger Konkurrent Spickenagel im Tor gegen die DFB-Amateurelf.
Starke Leistungen bringen ihn Mitte der 1960er-Jahre noch einmal ins Blickfeld der Auswahlverantwortlichen. Im Jahr 1965 bestritt er zwei Begegnungen mit der B-Nationalelf, in der er 1959 debütiert hatte.

## Weiterer Werdegang
Nach seinem Karriereende arbeitete er als Bergmann für die SDAG Wismut und betreute mehrere Jahre die benachbarte Kreisligamannschaft von Traktor Alberoda. Im November 2019 starb Klaus Thiele. Er lebte bis zuletzt in Aue.